# Cowpens (Schiff, 1991)
Cowpens ist ein ehemaliges Kriegsschiff, das von 1991 bis 2024 im Dienst der United States Navy stand. Der ehemalige Lenkwaffenkreuzer gehört der Ticonderoga-Klasse an und trägt die Schiffskennung CG-63.

## Geschichte
Der Auftrag über CG-63 wurde 1986 an Bath Iron Works vergeben. Ende 1987 wurde die Cowpens dort auf Kiel gelegt. Nach einer Bauzeit von 16 Monaten folgte eine Endausrüstungs- und Erprobungsphase. Die Cowpens wurde nach der Schlacht von Cowpens während des Amerikanischen Unabhängigkeitskriegs benannt. Taufpatin war Lucy Mustin. Am 9. März 1991 wurde die USS Cowpens offiziell in Dienst gestellt.
Während der aktiven Dienstzeit in den Jahren 1991 bis 2024 war dem Namen das Präfix „U.S.S.“, auch in der Schreibweise „USS“, als Abkürzung für United States Ship vorangestellt. Als Schiffskennung vergeben wurde das Kürzel CG für den Schiffstyp Cruiser, Guided Missile in Verbindung mit der innerhalb dieses Schiffstyps eindeutigen Kennnummer 63.
Im Jahr 1996 wurde der Kreuzer als Teil der Kampfgruppe um die Kitty Hawk in den Persischen Golf verlegte. Nach Schießübungen mit Valley Forge und Jarrett  vor der Küste Kaliforniens 1997 kam die Cowpens 1998 wieder in den Persischen Golf. Den Jahreswechsel von 1999 auf 2000 verbrachte das Schiff schließlich in der Werft von Southwest Marine, wo eine Überholung für 8,7 Mio. Dollar durchgeführt wurde. Im Anschluss wurde sie nach Yokosuka verlegt.
2000/2001 besuchte die Cowpens mehrere Häfen der Anrainer des Pazifik und Indik und nahm unter anderem an der International Fleet Review in Indien teil. Später beteiligte sie sich an der Operation Enduring Freedom. 2003 feuerte die Cowpens 37 Marschflugkörper BGM-109 Tomahawk auf Ziele im Irak ab.
Als in Yokosuka stationiertes Schiff fuhr die Cowpens regelmäßig Einsätze mit dem dort beheimateten Flugzeugträger Kitty Hawk. Mit dem Träger nahm der Kreuzer unter anderem an der Übung Valiant Shield 2006 und 2007 teil. 2009 verlegte die Cowpens erstmals an der Seite der George Washington in den Pazifik, nachdem diese die Kitty Hawk in Yokosuka abgelöst hatte. Nach dem Bombardement von Yeonpyeong fuhr der Kreuzer an der Seite der George Washington ins Gelbe Meer.
Das Schiff sollte eigentlich am 31. März 2013 außer Dienst gestellt werden. Später entschied sich die Navy aber dagegen und behielt die USS Cowpens. Sie wurde von Yokosuka nach San Diego umbeheimatet.
Im Jahr 2015 wurde sie in das Kreuzer-Modernisierungprogramm der Marine aufgenommen und dazu vom Naval Surface Forces Command an das Naval Sea Systems Command überstellt. Seitdem wurde die USS Cowpens nicht mehr als Kampfeinheit eingesetzt. General Dynamics National Steel and Shipbuilding Company erhielt 2018 einen Auftrag zur Überholung und Modernisierung der USS Cowpens. Neben der Überholung von Waffen und Sensorik stand eine Sanierung der Aufbauten und Deckshäuser aus Aluminium an, da diese anfällig für Rissbildung waren. Wie bei ihrem Schwesterschiff Vicksburg wurde die Modernisierung trotz erheblicher Mittelaufwendungen nicht zum Abschluss gebracht. Im Jahr 2024 wurden alle Arbeiten ergebnislos eingestellt.
Die Feier zur Außerdienststellung erfolgte am 27. August 2024 in San Diego. Mit Wirkung zum 30. August 2024 wurde das Schiff außer Dienst gestellt und aus der Liste der aktiven Schiffe gestrichen. Cowpens wurde nach Hawaii geschleppt und als Logistics Support Asset in der Inactive Ship Facility Pearl Harbor aufbewahrt.

## Zwischenfälle
Am 5. Dezember 2013, im Südchinesischen Meer, wurde die USS Cowpens durch ein Begleitschiff des chinesischen Flugzeugträgers Liaoning zum Stoppen und Kurswechsel gezwungen.